# En natt på Smygeholm
En natt på Smygeholm är en svensk komedifilm från 1933 i regi av Sigurd Wallén.

## Handling
Det ryktas om att det finns spöken på Smygeholms slott. Överstinnan Barring har just köpt slottet men ångrar sig då hon kommer i kontakt med dessa rykten. Hon kontaktar major Hector som tagit hand om affären. Det slutar med att han och en hel del annat folk kommer till slottet för att övernatta, eller snarare ta reda på om spökerierna verkligen äger rum.

## Om filmen
Filmen bygger löst på den brittiska pjäsen Thark av Ben Travers från 1927. Filmen premiärvisades i Stockholm på biograf Skandia den 14 augusti 1933. Den har visats vid ett flertal tillfällen i SVT.

## Rollista i urval
- Annalisa Ericson – Clary
- Ingrid Robbert – Maj Thörner
- Anna Olin – överstinnan Barring, Smygeholms ägare
- Ernst Eklund – major Hugo Hector, förmyndare till Maj
- Adolf Jahr – löjtnant Georg Kraft, Majs fästman, majorens brorson
- Carl-Gunnar Wingård – Rapp, majorens betjänt
- Nils Lundell – Wirlund, journalist
- Emil Fjellström – Johan Graaf, betjänten
- Hans Ekman – överstinnans son Leonard Barring, fänrik
- Wiktor "Kulörten" Andersson – dräng på Smygeholm
- Bellan Roos – jungfru på Smygeholm
- Millan Fjellström – kokerska på Smygeholm